# 瑪利諾神父宿舍

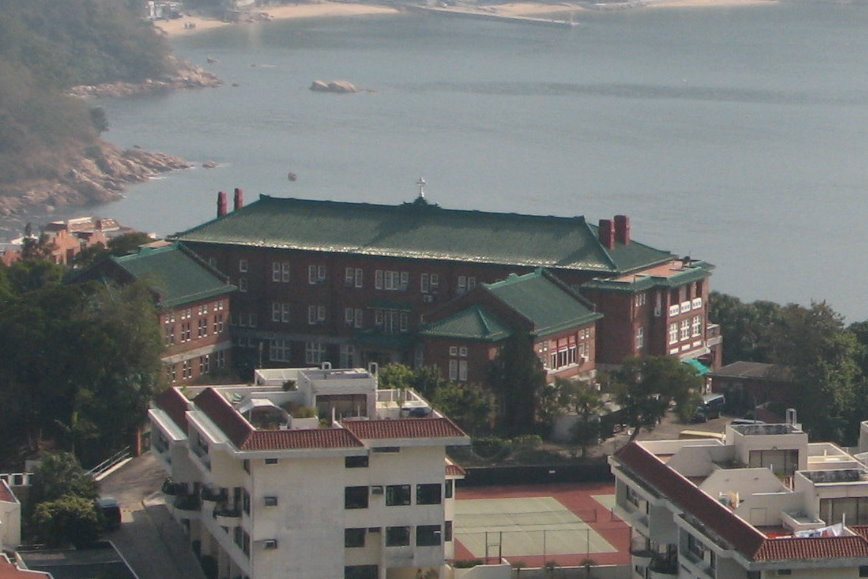
瑪利諾神父宿舍

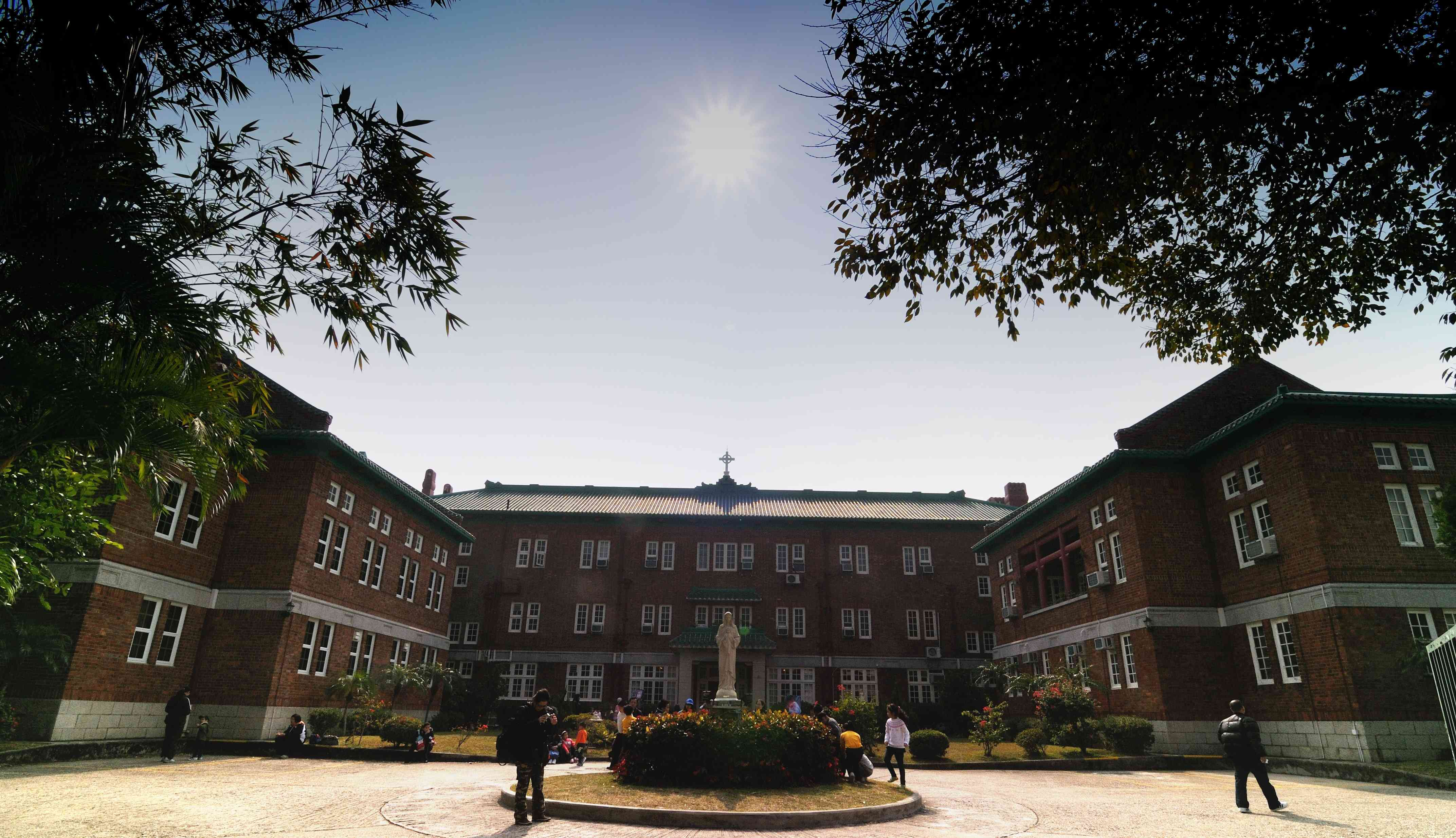
瑪利諾神父宿舍正面外貌

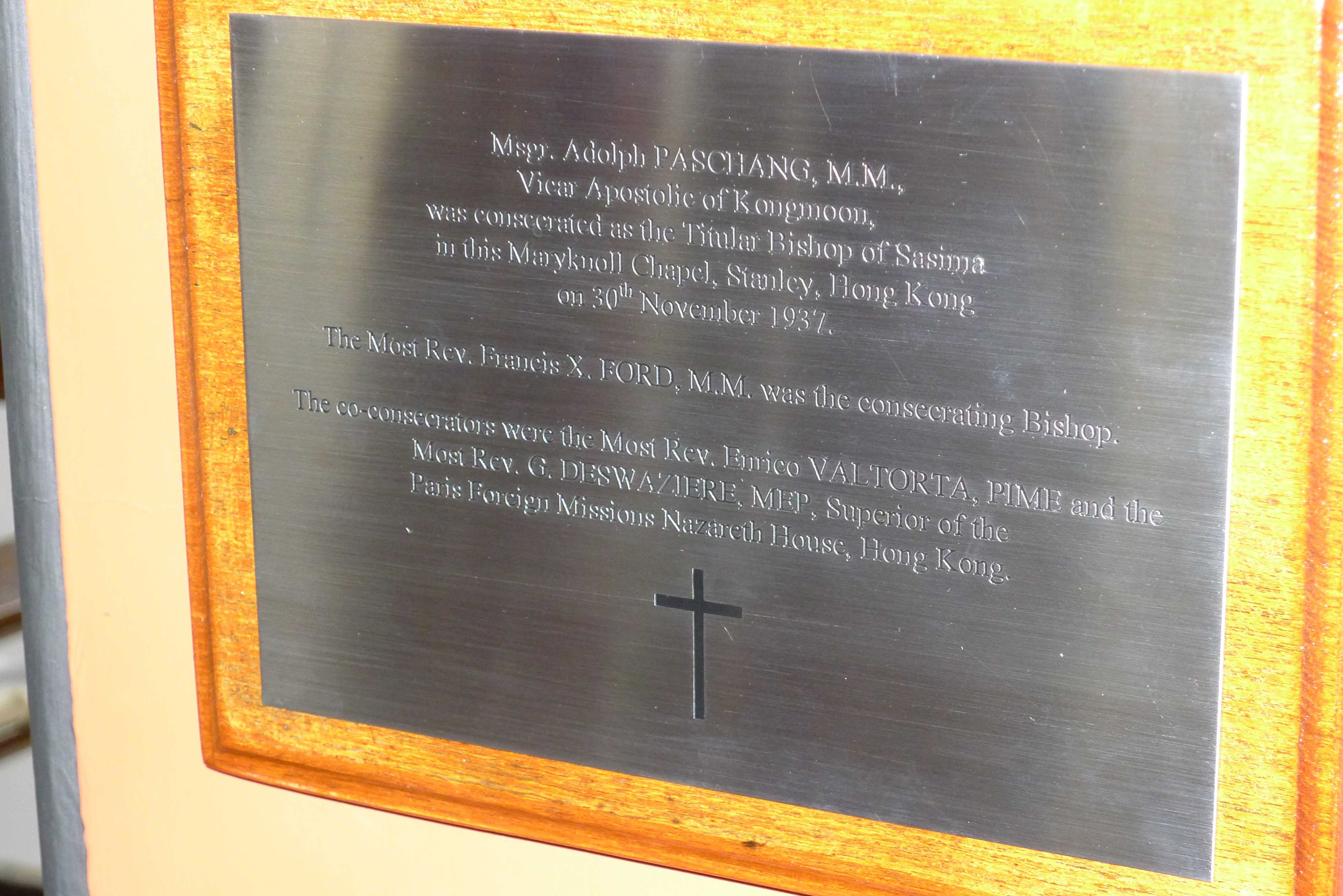
位於香港赤柱瑪利諾神父會宿舍小教堂內紀念柏增祝聖主教的紀念碑

瑪利諾神父宿舍（Maryknoll House）位於香港赤柱赤柱村道44號，由香港首位瑪利諾神父詹威路士（Bishop James A. Walsh，香港和台灣譯作「華爾實」）於1935年所建。大樓由一個美國家庭捐贈經費，以紀念其一位於交通意外喪生的家庭成員杰拉爾德·麥當勞（Gerald MacDonald）。這所大樓既是美國天主教傳教會總部，亦是神父的避暑地點，此外還設有語言學校，供將往中國宣道的神父學習中文。日本攻打香港期間，這幢建築物曾被駐港英軍徵用，還收容了不少中國難民，日佔時期則被佔據作為日軍總部，神父則被關押在赤柱拘留營。1947年建築獲重修，用作傳道人員的退修和研習中心。
三層高的建築中西合壁，修院是由在紐約的建築師Henry J. McGill設計，以西式風格為主，並加入中國建築元素，如琉璃瓦屋頂、六邊形或八邊形的窗戶等。建築已被古物古蹟辦事處評為一級歷史建築。

## 歷史
自1918年瑪利諾神父來華傳道後均以香港為補給，休假，退修及聯絡中心。他們曾以不同地點作為香港總部，但建成赤柱瑪利諾神父宿舍前則較長時間以柯士甸160號道為總部。1926年瑪利諾辦創人之一兼總會長華爾實神父訪華。留港期間他努力物色適合建中國總部之地點。他曾考察大埔、禮頓山 （今跑馬地外圍）、淺水灣、薄扶林及赤柱，最後選址於赤柱一幅面積225,000英呎，即5英畝土地。當時香港政府規定除英國人及中國人外，其餘人士一概不能購買超過一英畝土地。能購得此地，有賴總會長華爾實倫敦朋友幫忙。
當發起建造此總部的消息公佈後，美國一位名叫杰拉爾德·麥當勞（Gerald McDonald）的先生慷慨解囊，表示願承擔所有費用以紀念其曾於第一次世界大戰參軍之兒子，這位杰拉爾德·麥當勞先生於1929年8月13日因交通意外不幸逝世。初時瑪利諾會聘請美國建築師設計規模龐大的建築群。可惜麥當勞先生後來因經濟問題未能全數支持如斯龐大計劃，當時瑪利諾會曾尋求貸款不果，結果需要更改規模及好些細節。結果還是有賴瑪利諾會之建造專家亞爾拔修士 （Brother Albert Staubli）。除縮小規模，更改外形設計及內部裝修細節外，亞爾拔修士還親自督工。為了方便監工，他於工地附近蓋建簡陋棚屋，並以此為家。1935年竣工後瑪利諾會香港總部由柯士甸道160號搬遷至赤柱，直到今天。
瑪利諾會來華後一直認為需要系統地教授來華傳教士中文。進駐赤柱後，瑪利諾會即在此籌辦語言學校。1935年Fr. O'Melia先開辦廣東話學校。1939年Fr William Downs開辦客家話學校。1940年Fr F. X. Keelan開辦國語（又稱華語，現今普通話）學校。
1941年12月的香港保衛戰期間，英軍曾經徵用瑪利諾神父宿舍，在建築物的外圍設置防線抵抗日軍對赤柱半島的進攻，雙方在23日起在宿舍外圍爆發激戰，日軍在24日將該處的英軍圍困，但受到建築物內的英軍阻擊，日軍未能攻入宿舍，因為缺乏糧水及彈藥，英軍在25凌晨才使用舢板循海路突圍，也有部分英軍游到舂坎角與防衛舂坎角炮台的守軍會合。1970年代初期，建築老化問題日趨嚴重，亟需維修，卻又缺乏經費。最後瑪利諾會決定將宿舍旁邊部份土地出售，收入用來進行翻新。這次翻新瑪利諾會聘用了華人建築師，工程於1974年完成，這就是今天瑪利諾神父宿舍的模樣。瑪利諾神父宿舍現已被香港古物古蹟辦事處評為一級歷史建築。
2016年5月7日資本策略地產以7.8億元購入位於赤柱村道44號的瑪利諾外方傳教會的神父宿舍，地盤面積約82303平方呎，擬以地積比率0.75倍發展，落成後提供住宅樓面面積約61,722平方呎，涉及3幢住宅物業。

## 延伸閱讀
- Some picture of Stanley House （页面存档备份，存于）
- Maryknoll House, Stanley, Hong Kong, China, 1939美國南加洲大學網上圖書館瑪利諾神父宿舍照片
- Maryknoll house in Stanley, Hong Kong, China, 1945美國南加洲大學網上圖書館瑪利諾神父宿舍照片
- Children at Maryknoll house in Stanley, Hong Kong, China, 1939美國南加洲大學網上圖書館瑪利諾神父宿舍照片
- A child of a "House Boy" at the Maryknoll house at Hong Kong, China, 1939美國南加洲大學網上圖書館瑪利諾神父宿舍照片
- 美國南加洲大學網上圖書館瑪利諾神父宿舍資料
- Maryknoll priests after retreat at Hong Kong, China, 1923  美國南加洲大學網上圖書館 瑪利諾神父 於 宿舍所拍照片

## 外部連結
- The Stanley House (A short history) （页面存档备份，存于）